# Le donne della mia vita
Le donne della mia vita (20th Century Women) è un film del 2016 scritto e diretto da Mike Mills.

## Trama
Nella Santa Barbara degli anni settanta, in un periodo di forti cambiamenti, la madre single Dorothea Fields cerca di crescere nel migliore dei modi il figlio adolescente Jamie, educandolo all'amore e alla libertà. La donna chiede l'aiuto di due giovani donne, l'artista Abbie e la vicina ribelle Julie.

## Produzione
Fanno parte del cast principale Annette Bening, Elle Fanning, Greta Gerwig, Billy Crudup e l'esordiente Lucas Jade Zumann.

## Distribuzione
La pellicola è stata presentata in anteprima al New York Film Festival, nell'ottobre 2016. Successivamente è stata presentata al Mill Valley Film Festival e all'AFI Fest. È stata distribuita nelle sale cinematografiche statunitensi in forma limitata il 25 dicembre 2016.

## Riconoscimenti
- 2016 - Gotham Independent Film Awards
  - Candidatura alla Migliore attrice ad Annette Bening
- 2016 - National Board of Review Awards
  - Migliori dieci film indipendenti
- 2017 - Independent Spirit Awards
  - Candidatura alla Miglior sceneggiatura a Mike Mills
  - Candidatura alla Miglior attrice protagonista ad Annette Bening
- 2017 - Critics' Choice Movie Award
  - Candidatura alla Miglior attrice ad Annette Bening
  - Candidatura alla Miglior attrice non protagonista a Greta Gerwig
  - Candidatura al Miglior cast
- 2017 - Satellite Award
  - Candidatura alla Miglior attrice ad Annette Bening
- 2017 - Golden Globe
  - Candidatura al Miglior film commedia o musicale
  - Candidatura alla Migliore attrice in un film commedia o musicale ad Annette Bening
- 2017 - Premio Oscar
  - Candidatura per la Migliore sceneggiatura originale a Mike Mills